# Yara Kono
Yara Kono (São Paulo, 1972) é uma ilustradora, autora e designer brasileira vencedora de diversos prêmios internacionais e que integra a editora independente Planeta Tangerina em Portugal, onde vive desde 2004.

## Biografia
Yara ingressou na faculdade pela primeira vez para estudar Farmácia Bioquímica na Universidade Estadual Paulista (UNESP), mas já nas naquela época demonstrava muito gosto pela ilustração. Enquanto trabalhava em um laboratório ela tirou um curso livre de desenho e estagiou numa agência de publicidade, o que a levou de mudar de área. Estudou Design e Comunicação na Escola Panamericana de Arte e foi bolseira no Centro de Design de Yamanashi, no Japão.
Em 2001 viajou para Portugal e começou a trabalhar como designer gráfico, o que ficaria para sempre marcado no seu estilo de ilustração digital, com linhas redondas e dinâmicas. Em 2004 se associou à equipe do Planeta Tangerina, como desenhadora, aventurando-se um pouco mais com suas próprias ilustrações. O primeiro livro ao qual ilustrou Ovelhinha Dá-me Lã, ganhou uma menção honrosa no Prêmio Compostela para Álbuns Ilustrados.
Em 2010, ela venceu o Prémio Nacional Ilustração de Portugal, atribuído pela DGLB (Direcção-Geral do Livro e das Bibliotecas), com o livro O Papão no Desvão, escrito por Ana Saldanha e editado pela Caminho.
Em 2013, ganhou uma Menção do Júri na categoria Opera Prima nos Bolonha Ragazzi Awards com seu livro com João Gomes de Abreu, A Ilha. No mesmo ano, recebeu uma Menção Especial no Prémio Nacional de Ilustração com o livro Uma onda pequenina (Planeta Tangerina). No mesmo ano em Bolonha a sua editora, Planeta Tangerina, ganhou o prêmio de melhor editora da Europa de literatura para a infância e juventude.
Yara também venceu, em 2016, o Grande Prémio Bissaya Barreto de Literatura para a Infância, promovido pela Fundação Bissaya Barreto com o livro Gato Procura-se, o livro ilustrado por ela, com texto de Ana Saldanha.